# Władysław Gliński (major)

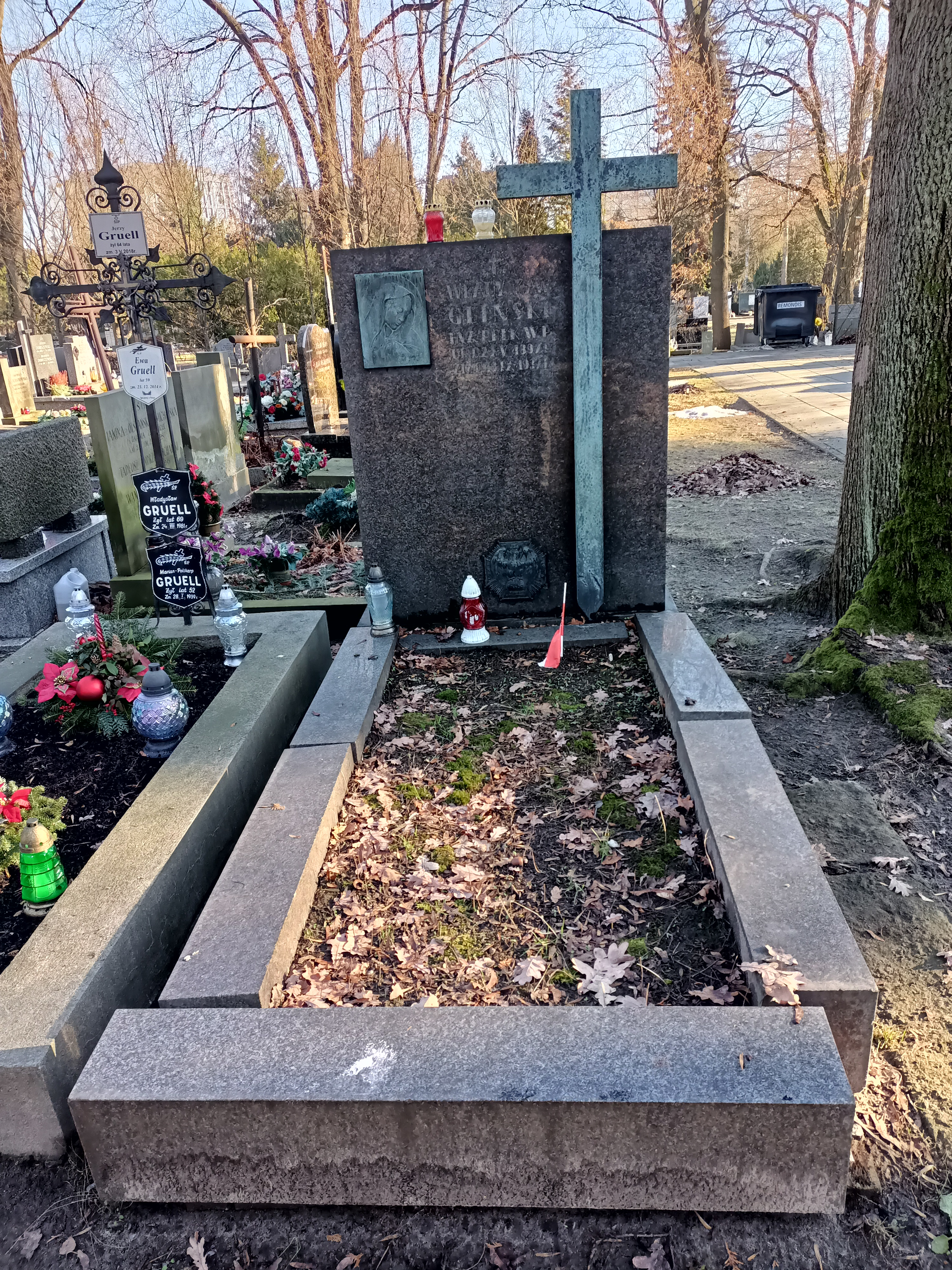
Grób Władysława Glińskiego na Cmentarzu Wojskowym na Powązkach

Władysław Gliński (ur. 20 maja 1892 w Kurowiczach, zm. 18 września 1937 w Warszawie) – major saperów Wojska Polskiego, działacz niepodległościowy, kawaler Orderu Virtuti Militari, inżynier dróg i mostów.

## Życiorys
Urodził się 20 maja 1892 w Kurowiczach, dobrach Glińskich w ówczesnym powiecie lepelskim guberni witebskiej, w rodzinie Antoniego i Jadwigi z domu Kiniecka. W 1910, po ukończeniu gimnazjum w Rydze, rozpoczął studia na Wydziale Inżynierii Lądowej Ryskiego Instytutu Politechnicznego. 1 grudnia 1914 został powołany do armii rosyjskiej. Wziął udział w I wojnie światowej. W listopadzie 1917 wstąpił do III, a następnie do I Korpusu Polskiego w Rosji, w którym został przydzielony do 2 pułku ułanów. Awansował na rotmistrza. Po rozwiązaniu pułku latem 1918 w szeregach POW w Rosji z którymi przedostał się do Murmańska. Tam walczył w szeregach oddziałów formacji polskich przeciwko bolszewikom.
Szczególnie odznaczył się 3 sierpnia 1918, kiedy „na czele swego oddziału /30 żołnierzy/ pod wsią Czuchowska k. Murmańska dokonał ataku na wielokrotnie silniejszy oddział nieprzyjaciela, utrzymując nast. zdobyty teren do czasu nadejścia wojsk angielskich. Za czyn ten otrzymał Order Virtuti Militari”.
Od listopada 1918 pełnił służbę w Misji Wojskowej w Archangielsku. W styczniu 1919 został wysłany do Armii Polskiej we Francji, gdzie ukończył szkołę pilotów. W listopadzie 1919 wrócił do Polski i został przydzielony do 39 eskadry Breguetów, późniejszej 16 eskadry wywiadowczej. Wziął udział w wojnie polsko-bolszewickiej. W składzie tej eskadry 28 maja 1920 uczestniczył w atakach na radziecką żeglugę. Kolejny atak na radzieckie statki przeprowadził 1 czerwca w załodze z por. Franciszkiem Rudlickim. Został dołączony do dowództwa V Grupy Lotniczej. Od czerwca do sierpnia 1920 dowodził 16. eskadrą. 30 lipca 1920 został formalnie przyjęty do Wojska Polskiego z byłej Armii gen. Hallera, z warunkowym zatwierdzeniem posiadanego stopnia porucznika kawalerii, zaliczony do rezerwy armii z równoczesnym powołaniem do służby czynnej na czas wojny i został przydzielony do Departamentu III MSWojsk. W sierpniu 1920, na własną prośbę, został przeniesiony do 17 pułku ułanów na stanowisko dowódcy 3 szwadronu. W październiku 1920 roku otrzymał tytuł pilota i prawo noszenia odznaki pilota. 14 października 1920 roku otrzymał przydział do 16 eskadry wywiadowczej. 25 listopada 1920 roku został zatwierdzony w stopniu kapitana wojsk lotniczych z dniem 1 kwietnia 1920 roku.
We wrześniu 1921 został odkomenderowany na studia na Wydziale Inżynierii Politechniki Lwowskiej. 3 maja 1922 został zweryfikowany w stopniu rotmistrza ze starszeństwem z dniem 1 czerwca 1919 i 167. lokatą w korpusie oficerów jazdy. W 1925 ukończył studia i otrzymał dyplom inżyniera dróg i mostów. Po ukończeniu studiów został przydzielony do Oficerskiej Szkoły Inżynierii na stanowisko wykładowcy. 18 lutego 1928 został mianowany majorem ze starszeństwem z dniem  1 stycznia 1928 i 3. lokatą w korpusie oficerów inżynierii i saperów. Do 1 września 1928 był słuchaczem pięciomiesięcznego I kursu doskonalenia oficerów sztabowych saperów przy Oficerskiej Szkole Inżynierii. W listopadzie tego roku ogłoszono jego przeniesienie do Departamentu Inżynierii MSWojsk. na stanowisko referenta. W lipcu 1929 został przeniesiony z Szefostwa Saperów do Departamentu Budownictwa MSWojsk. na stanowisko szefa wydziału budowlanego. Przed 5 września 1934 został przesunięty na stanowisko szefa wydziału inspekcji. Zmarł 18 września 1937 w Warszawie w wyniku choroby . Trzy dni później został pochowany na Cmentarzu Wojskowym na Powązkach  (kwatera C17-8-2). Pośmiertnie został awansowany na podpułkownika ze starszeństwem z dniem 19 marca 1939 w korpusie oficerów saperów, grupa liniowa.
Był żonaty z Barbarą z Senieckich, nie mieli dzieci.

## Ordery i odznaczenia
- Krzyż Srebrny Orderu Wojskowego Virtuti Militari nr 6938 – 10 maja 1922[35][36][3]
- Krzyż Niepodległości z Mieczami – 15 kwietnia 1932 „za pracę w dziele odzyskania niepodległości”[37][38][3]
- Krzyż Walecznych trzykrotnie[39][3]
- Złoty Krzyż Zasługi – 19 marca 1937 „za zasługi w służbie wojskowej”[40][41]
- Medal Pamiątkowy za Wojnę 1918–1921[31]
- Medal Dziesięciolecia Odzyskanej Niepodległości[31]
- Odznaka za Rany i Kontuzje z jedną gwiazdką[42]
- Krzyż Wojskowy (Wielka Brytania)[43][44]
- Medal Żelaznego Półksiężyca (Turcja)[44]
- Medal Wojskowy (Francja)[44]

## Publikacje
- „Pomiary wodne”, skrypt litografowany, Oficerska Szkoła Inżynierii,
- „Zalewy, przeszkody wodne”, skrypt litografowany, Oficerska Szkoła Inżynierii,
- „Zalewy”, Oficerska Szkoła Inżynierii[22].